# Bounds Green (London Underground)

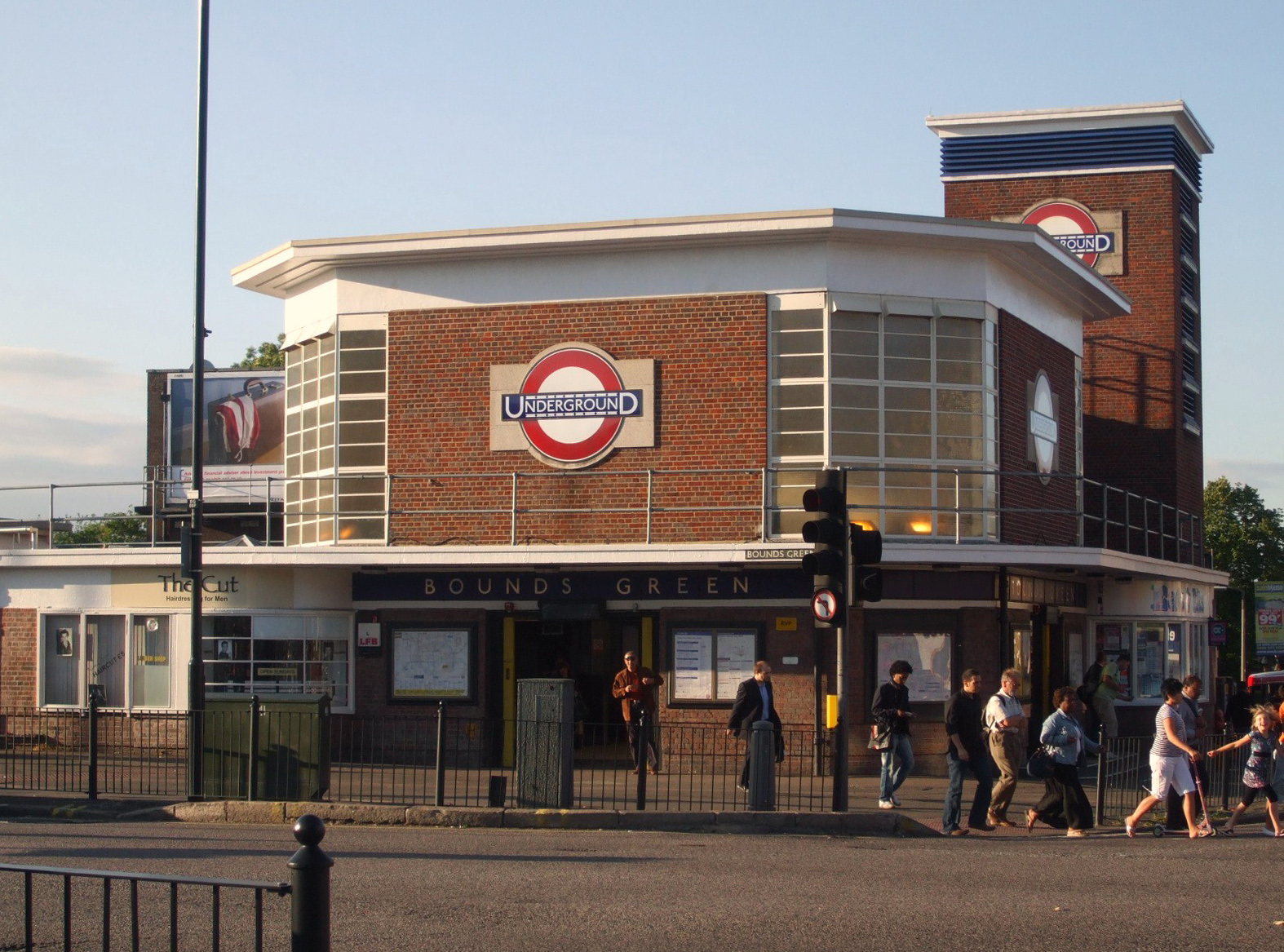
Stationsgebäude

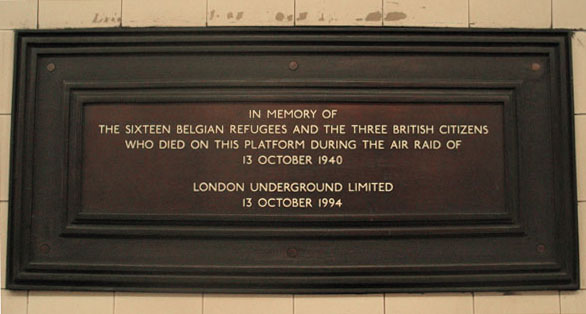
Gedenktafel

Bounds Green ist eine unterirdische Station der London Underground im Stadtbezirk London Borough of Haringey. Sie liegt in der Grenze der Travelcard-Tarifzonen 3 und 4, an der Kreuzung von Bounds Green Road und Brownlow Road. Hier verkehren Züge der Piccadilly Line. Im Jahr 2013 nutzten 6,16 Millionen Fahrgäste diese von der Piccadilly Line bediente Station.
Wie alle Stationen im nördlichen Teil der Piccadilly Line ist auch diese von Charles Holden entworfen worden. Das Stationsgebäude ist ein gut erhaltenes Beispiel des modernistischen Stils für Bauwerke entlang der Piccadilly Line. Dominierende Baumaterialien sind rote und braune Ziegelsteine sowie Stahlrahmen, welche die großen Fenster einfassen. Die achteckige Schalterhalle wird im Norden von einem Ladenflügel flankiert, im Norden von einem hohen Lüftungsschacht. Seit 2010 steht das Gebäude unter Denkmalschutz (Grade II).
Die Eröffnung der Station erfolgte am 19. September 1932, als die Piccadilly Line von Finsbury Park aus in Richtung Norden nach Arnos Grove verlängert wurde. Als Stationsnamen waren ursprünglich auch Wood Green North und Brownlow Road im Gespräch. Am 13. Oktober 1940 traf eine deutsche Fliegerbombe zwei dreistöckige Häuser unweit der Station. Dabei stürzte auch das nördliche Ende des in Richtung Wood Green führenden Bahnsteigs ein. Nach Angaben der Commonwealth War Graves Commission kamen 16 Menschen ums Leben, darunter drei Kriegsflüchtlinge aus Belgien (die 1994 angebrachte Gedenktafel in der Station spricht jedoch von 16 belgischen und drei britischen Opfern). Die Schäden waren derart groß, dass der normale Betrieb erst nach zwei Monaten wieder aufgenommen werden konnte. Aufgrund der Terroranschläge vom 7. Juli 2005 war die Station für einige Wochen geschlossen; am 4. August erfolgte die Wiedereröffnung.
2007 wurde die Station im Rahmen eines Investitionsprogramms der Transport for London grunderneuert. Die Arbeiten fanden nachts und an einigen Wochenenden statt, wofür die Station zeitweise gesperrt werden musste. Der Schwerpunkt der Arbeiten war die Restauration und Wiederherstellung des ursprünglichen Zustands des denkmalgeschützten Bauwerks. Gleichwohl wurde der U-Bahnhof mit moderner Technik ausgestattet, wozu Videoüberwachung, Infosäulen und digitale Zugzielanzeiger zählen.